# Фурии (город)
Фурии (др.-греч. Θούριοι, лат. Thurii, Thurium) — древний приморский город в Лукании, основанный рядом с руинами Сибариса его жителями в 444 или 443 г. до н. э. Строился при активной поддержке Афин, которые направили для его заселения переселенцев из Аттики. Предположительно получил своё название по имени близлежащего источника Фурия (Фурий), что значит «бурный (поток)». По утверждению Плиния, здесь Геродот написал большую часть своей «Истории».
Согласно Диодору Сицилийскому, город основали прорицатель Лампон, входивший в близкое окружение Перикла, и Ксенокрит. В основании также участвовали историк Геродот, софист Протагор и архитектор Гипподам из Милета. Некоторое время в Фуриях жили братья Евтидем и Дионисидор, известные преподаватели военного искусства и эристики. Сибариты вскоре после основания были изгнаны из города.
К концу V века до н. э. город достиг значительного могущества, особенно после введения Харондом демократической формы правления. Местные монеты ценятся нумизматами за высокое качество чеканки.
Фурийцы, которых поддерживали остальные италиоты, у города Лаос (Лаус) в 390/89 году до н. э. потерпели сокрушительное поражение от луканов, причём греков погибло до 10 тыс. Но наварх Лептин, посланный тираном Сиракуз Дионисием в помощь луканам, вмешался и, склонив дело в пользу фурийцев, содействовал заключению мира между ними и луканами. Недовольный действиями Лептина Дионисий сместил его с поста наварха.
Во время самнитских войн в 284 году до н. э. занят римским гарнизоном, но во время Второй Пунической войны перешёл на сторону Ганнибала. Тот первоначально принял решение усилить Фурии, переведя сюда жителей города Ателла, но затем в 204 году до н. э. отдал на разграбление своему войску и переселил 3500 его жителей в Кротон. 
По окончании войны преобразован в римскую колонию Копии (лат. Copiae), которая, однако, упоминалась авторами всё реже и теряла своё значение по мере того, как многолетние напластования ила отодвигали море всё дальше на восток. Время, когда жители окончательно покинули это место, достоверно не известно.